# Кредитор
Кредито́р — громадянин або юридична особа, яка має підтверджені належними документами майнові вимоги до боржника (позичальника).
Кредитори — учасники кредитних відносин, які мають у своїй власності (чи розпорядженні) вільні кошти і передають їх у тимчасове користування іншим суб'єктам.
Кредиторами можуть бути фізичні особи, юридичні особи (підприємства, організації, установи, урядові структури тощо), держава. Особливе місце серед кредиторів посідають банки. Вони спочатку мобілізують кошти в інших суб'єктів, у тому числі і на засадах запозичення, а потім самі надають їх у позички своїм клієнтам. Тому банки можна розглядати як колективних кредиторів.
В рамках кредитних відносин один і той же економічний суб'єкт може виступати одночасно як кредитор і як позичальник. У тих випадках, коли підприємство отримує в банку кредит, воно є позичальником, а банк — кредитором. Якщо підприємство зберігає свої грошові кошти в банку, то воно є кредитором, а банк — позичальником.
Людвіг фон Мізес один з основоположників Австрійської школи економіки писав в своїй книзі "Людська діяльність", що "кожне надання кредиту - це спекулятивне підприємницьке підприємство, успіх або невдача якого не є визначеними...Над усіма видами відстрочки платежів, як Дамоклів меч, висить небезпека державного втручання. Громадська думка завжди була упередженою щодо кредиторів."